# بژژنو (استان لوبلین)
بژژنو (به لهستانی:  Brzeźno) یک روستا در لهستان است که در گمینا دوروخوسک واقع شده‌است. بژژنو ۱٬۲۰۰ نفر جمعیت دارد.